# Mont Velino
El mont Velino (del llatí, Velinus) és una muntanya de 2.486 m que forma part de la cadena dels Apenins, concretament dels Apenins Centrals. Es troba a la província de L'Aquila a la regió dels Abruços (Itàlia). Situada prop del límit amb Laci, entre la conca del Fucino i les valles dels rius Aterno, Salto i Velino, és la muntanya més alta de la sub-cadena coneguda com a Velino-Sirente, el punt més alt de la conca del Tíber i el tercer cim més alt de tots els Apenins.
El pic està inclòs al Parc Natural Regional de Sirente-Velino. Es caracteritza per un aspecte aspre i desèrtic, encara que la vegetació especialitzada està molt estesa. La fauna inclou el llop italià i el senglar.